# Bayerska
Bayerska (autonym: Boarisch) är ett germanskt språk som talas i den sydöstra delen av det tyskspråkiga området. Det är nära besläktat med tyska och delas in i nord-, mellan- och sydbayerska. Bayerska är lokalspråk i mycket av östra Bayern, i Österrike utom Vorarlberg, i Sydtyrolen och i den zimbernisk-karniska språkön i Italien. Omkring 12 miljoner människor talar bayerska, varav omkring 7 miljoner i Österrike.
Språket skrivs med latinska alfabetet.

## Fonologi

### Konsonanter
|             | Bilabial | Alveolar | Postalveolar | Palatal | Velar    | Glottal |
| ----------- | -------- | -------- | ------------ | ------- | -------- | ------- |
| Nasal       | m        | n        |              |         | ŋ        |         |
| Klusil      | p \| b   | t \| d   |              |         | k \| g   |         |
| Affrikat    | pf \| bv | ts \| dz | tʃ \| dʒ     |         | kβ \| gβ |         |
| Frikativ    | f \| v   | s \| z   | ʃ            |         | x        | h       |
| Tremulant   |          | r        |              |         |          |         |
| Lateral     |          | l        |              |         |          |         |
| Approximant |          |          |              | j       |          |         |

Källa:

### Vokaler
|              | Främre | Central | Bakre |
| ------------ | ------ | ------- | ----- |
| Sluten       | i \| y |         | u     |
| Mellansluten | ʏ      |         | ʊ     |
| Halvsluten   | e \| ø |         | o     |
| Halvöppen    | ɛ      |         | ɔ     |
| Öppen        |        | a       | ɑ     |

Källa: